# Slapy, Tábor
Slapy là một làng thuộc huyện Tábor, vùng Jihočeský, Cộng hòa Séc.